# Colle de sang
 (novembre 2022).
La mise en forme du texte ne suit pas les recommandations de Wikipédia : il faut le « wikifier ».
Les points d'amélioration suivants sont les cas les plus fréquents :
- Les titres sont pré-formatés par le logiciel. Ils ne sont ni en capitales, ni en gras.
- Le texte ne doit pas être écrit en capitales (les noms de famille non plus), ni en gras, ni en italique, ni en « petit »…
- Le gras n'est utilisé que pour surligner le titre de l'article dans l'introduction, une seule fois.
- L'italique est rarement utilisé : mots en langue étrangère, titres d'œuvres, noms de bateaux, etc.
- Les citations ne sont pas en italique mais en corps de texte normal. Elles sont entourées par des guillemets français : « et ».
- Les listes à puces sont à éviter, des paragraphes rédigés étant largement préférés. Les tableaux sont à réserver à la présentation de données structurées (résultats, etc.).
- Les appels de note de bas de page (petits chiffres en exposant, introduits par l'outil «  Source ») sont à placer entre la fin de phrase et le point final[comme ça].
- Les liens internes (vers d'autres articles de Wikipédia) sont à choisir avec parcimonie. Créez des liens vers des articles approfondissant le sujet. Les termes génériques sans rapport avec le sujet sont à éviter, ainsi que les répétitions de liens vers un même terme.
- Les liens externes sont à placer uniquement dans une section « Liens externes », à la fin de l'article. Ces liens sont à choisir avec parcimonie suivant les règles définies. Si un lien sert de source à l'article, son insertion dans le texte est à faire par les notes de bas de page.
- La présentation des références doit suivre les conventions bibliographiques. Il est recommandé d'utiliser les modèles {{Ouvrage}}, {{Chapitre}}, {{Article}}, {{Lien web}} et/ou {{Bibliographie}}. Le mode d'édition visuel peut mettre en forme automatiquement les références.
- Insérer une infobox (cadre d'informations à droite) n'est pas obligatoire pour parachever la mise en page.

Pour une aide détaillée, merci de consulter Aide:Wikification.
Si vous pensez que ces points ont été résolus, vous pouvez retirer ce bandeau et améliorer la mise en forme d'un autre article.
La colle de sang, ou colle d'albumine sanguine, est fabriquée en extrayant la protéine d'albumine du sang animal. Elle est séchée en une poudre qui est mélangée à nouveau avec de l'eau pour être utilisée. Les colles de sang sont plus résistantes à l'humidité que les colles animales et de caséine, bien qu'elles ne soient pas étanches. 
Dès 1903, Henry L. Haskell de Ludington, Michigan, États-Unis, a développé un procédé pour extraire l'albumine du sang d'abattoir, à partir duquel ils produit un adhésif imperméable bon marché, appelé « black albumin glue » . À partir de cette colle, il a fabriqué un matériau de plis de couches de bois à fils croisés, que l'on connaît aujourd'hui sous le nom de contreplaqué. Haskell a donné à ce matériau composite le nom de marque Haskelite, d'après son nom. Il a élaboré les mécanismes permettant de mouler et de façonner ce matériau en trois dimensions. De 1917 à environ 1934, la Haskell Boat Company de Ludington, Michigan, a construit un de canoé de type Ojibwé en contreplaqué moulé; à trois plis, avec les deux faces extérieures de placage de bouleau de 1⁄16 pouces et une couche centrale de séquoia de 1⁄16 pouces, les trois couches assemblées à la colle d'albumine noire.
Avant la Première Guerre mondiale, la plupart des colles utilisées pour lier les placages en feuilles de contreplaqué aux États-Unis, étaient des colles animales, à base principalement de sang, de peau ou d'os (compris les sabots), bien que certaines colles d'amidon aient été aussi utilisées. Les colles animales étaient surtout connues pour leur odeur désagréable. Pendant la Première Guerre mondiale, un nouveau type de colle à base de caséine a commencé à être utilisé, plus tard la colle de soja, en 1934 les colle phénoliques, et enfin les colles urée-formaldéhyde.